# Marlos Moreno
Marlos Moreno Durán (Medellín, 20 settembre 1996) è un calciatore colombiano, attaccante dell'Atlético Nacional.

## Caratteristiche tecniche
Attaccante brevilineo, molto bravo tecnicamente. Fa del dribbling e della velocità i suoi punti di forza. Può giocare sia come ala preferibilmente a sinistra che come seconda punta.

## Carriera

### Club

#### Gli inizi all'Atlético Nacional
A quattordici anni entra nel settore giovanile dell'Atlético Nacional. Originariamente attaccante centrale, è spostato sul lato del campo da Juan Carlos Osorio, che ne aveva ammirato le doti di velocità e di gioco palla al piede.
Dopo aver esordito nella Copa Colombia contro Águilas Doradas e Jaguares de Córdoba, fa il suo debutto nel massimo campionato colombiano il 15 ottobre 2014 come titolare nella partita persa per 2-1 contro il Deportivo Pasto. Il 10 settembre 2015, all'undicesima giornata di Categoría Primera A, segna il primo gol con l'Atlético Nacional, il secondo del 3-0 interno contro il Deportivo Cali. Il 17 ottobre, a Barranquilla, mette a segno la prima doppietta della sua carriera, segnando il terzo e il quarto gol dei suoi contro l'Atlético Junior (4-0). Il 20 dicembre, nella finale di ritorno del campionato, di nuovo contro l'Atlético Junior, segna dopo 30 secondi di gioco il gol decisivo dopo il 2-1 per gli avversari nella finale di andata. Con la sua squadra vince il titolo nazionale ai tiri di rigore. Quello contro l'Atlético Junior è il gol più veloce nella storia del club di Medellín.
Il 27 gennaio 2016, nella finale di ritorno della Súper Liga vinta per 3-0 contro il Deportivo Cali (dopo il 2-0 ottenuto già all'andata), Moreno entra al 71º minuto al posto di Macnelly Torres e vince il trofeo. Nel campionato 2016 debutta giocando da titolare contro l'Alianza Petrolera e segna uno spettacolare gol in rovesciata. Il 23 marzo debutta in Copa Libertadores sul campo dell'Huracán. Segna il suo primo gol nella competizione e fornisce l'assist per il definitivo 2-0. Con 11 presenze e 3 gol contribuisce alla causa della sua squadra, che il 27 luglio vincerà il trofeo laureandosi campione del Sudamerica dopo 27 anni.

#### Prestito al Deportivo La Coruña
Il 6 agosto seguente, viene acquistato dal Manchester City, con cui firma un contratto di cinque anni. Nello stesso giorno viene girato in prestito annuale al Deportivo La Coruña.

#### Tenerife
Il 4 settembre 2024, rimasto svincolato, viene ingaggiato dal Tenerife, militante in Segunda División.

### Nazionale
Nel marzo 2016 viene convocato dal commissario tecnico José Pekerman per la prima volta nella nazionale della Colombia. Debutta all'Estadio Hernando Siles di La Paz entrando in campo all'85º minuto di gioco contro la Bolivia e fornendo l'assist decisivo per il gol della vittoria di Carlos Bacca.
Viene convocato per la Copa América Centenario negli Stati Uniti. L'11 giugno 2016 realizza il primo gol in nazionale, nella partita persa per 3-2 contro la Costa Rica.

## Statistiche

### Presenze e reti nei club
Statistiche aggiornate al 1º ottobre 2016.
| Stagione                 | Squadra                  | Campionato               | Campionato | Campionato | Coppe nazionali | Coppe nazionali | Coppe nazionali | Coppe continentali | Coppe continentali | Coppe continentali | Altre coppe | Altre coppe | Altre coppe | Totale | Totale |
| Stagione                 | Squadra                  | Comp                     | Pres       | Reti       | Comp            | Pres            | Reti            | Comp               | Pres               | Reti               | Comp        | Pres        | Reti        | Pres   | Reti   |
| ------------------------ | ------------------------ | ------------------------ | ---------- | ---------- | --------------- | --------------- | --------------- | ------------------ | ------------------ | ------------------ | ----------- | ----------- | ----------- | ------ | ------ |
| 2014                     | Atlético Nacional        | CPA                      | 1          | 0          | CC              | 2               | 0               | -                  | -                  | -                  | -           | -           | -           | 3      | 0      |
| 2015                     | Atlético Nacional        | CPA                      | 17         | 5          | CC              | 0               | 0               | -                  | -                  | -                  | -           | -           | -           | 17     | 5      |
| 2016                     | Atlético Nacional        | CPA                      | 10         | 0          | CC              | 0               | 0               | CL                 | 13                 | 3                  | -           | -           | -           | 23     | 3      |
| Totale Atlético Nacional | Totale Atlético Nacional | Totale Atlético Nacional | 28         | 5          |                 | 2               | 0               |                    | 13                 | 3                  |             | -           | -           | 43     | 8      |
| 2016-2017                | Deportivo La Coruña      | PD                       | 18         | 0          | CR              | 4               | 0               | -                  | -                  | -                  | -           | -           | -           | 22     | 0      |
| 2017-gen. 2018           | Girona                   | PD                       | 2          | 0          | CR              | 2               | 0               | -                  | -                  | -                  | -           | -           | -           | 4      | 0      |
| 2018                     | Flamengo                 | A                        | 21         | 1          | CB              | 5               | 0               | CL                 | 3                  | 0                  | -           | -           | -           | 29     | 1      |
| 2019                     | Santos Laguna            | PD                       | 11         | 1          | cMX             | 0               | 0               | CCL                | 6                  | 2                  | -           | -           | -           | 17     | 3      |
| 2019-2020                | Portimonense             | PL                       | 16         | 0          | CP+CdL          | 1+3             | 0+0             | -                  | -                  | -                  | -           | -           | -           | 20     | 0      |
| 2020-2021                | Lommel                   | 1B                       | 23         | 5          | CB              | 2               | 1               | -                  | -                  | -                  | -           | -           | -           | 25     | 6      |
| 2021-2022                | Kortrijk                 | D1                       | 32         | 2          | CB              | 2               | 0               | -                  | -                  | -                  | -           | -           | -           | 34     | 2      |
| 2022-gen. 2023           | Troyes                   | L1                       | 2          | 0          | CF              | 1               | 0               | -                  | -                  | -                  | -           | -           | -           | 3      | 0      |
| gen.-giu. 2023           | Konyaspor                | SL                       | 12         | 1          | TK              | 0               | 0               | -                  | -                  | -                  | -           | -           | -           | 12     | 1      |
| 2023-2024                | Konyaspor                | SL                       | 28         | 2          | TK              | 3               | 0               | -                  | -                  | -                  | -           | -           | -           | 31     | 2      |
| Totale Konyaspor         | Totale Konyaspor         | Totale Konyaspor         | 40         | 3          |                 | 3               | 0               |                    | -                  | -                  |             | -           | -           | 43     | 3      |
| Totale carriera          | Totale carriera          | Totale carriera          | 193        | 17         |                 | 25              | 1               |                    | 22                 | 5                  |             | -           | -           | 240    | 23     |

### Cronologia presenze e reti in nazionale
| Cronologia completa delle presenze e delle reti in nazionale ― Colombia | Cronologia completa delle presenze e delle reti in nazionale ― Colombia | Cronologia completa delle presenze e delle reti in nazionale ― Colombia | Cronologia completa delle presenze e delle reti in nazionale ― Colombia | Cronologia completa delle presenze e delle reti in nazionale ― Colombia | Cronologia completa delle presenze e delle reti in nazionale ― Colombia | Cronologia completa delle presenze e delle reti in nazionale ― Colombia | Cronologia completa delle presenze e delle reti in nazionale ― Colombia |
| Data                                                                    | Città                                                                   | In casa                                                                 | Risultato                                                               | Ospiti                                                                  | Competizione                                                            | Reti                                                                    | Note                                                                    |
| ----------------------------------------------------------------------- | ----------------------------------------------------------------------- | ----------------------------------------------------------------------- | ----------------------------------------------------------------------- | ----------------------------------------------------------------------- | ----------------------------------------------------------------------- | ----------------------------------------------------------------------- | ----------------------------------------------------------------------- |
| 24-3-2016                                                               | La Paz                                                                  | Bolivia                                                                 | 2 – 3                                                                   | Colombia                                                                | Qual. Mondiali 2018                                                     | -                                                                       | 85’                                                                     |
| 29-3-2016                                                               | Barranquilla                                                            | Colombia                                                                | 3 – 1                                                                   | Ecuador                                                                 | Qual. Mondiali 2018                                                     | -                                                                       | 85’                                                                     |
| 29-5-2016                                                               | Miami                                                                   | Colombia                                                                | 3 – 1                                                                   | Haiti                                                                   | Amichevole                                                              | -                                                                       |                                                                         |
| 8-6-2016                                                                | Pasadena                                                                | Colombia                                                                | 2 – 1                                                                   | Paraguay                                                                | Coppa America 2016 - 1º turno                                           | -                                                                       | 87’                                                                     |
| 12-6-2016                                                               | Houston                                                                 | Colombia                                                                | 2 – 3                                                                   | Costa Rica                                                              | Coppa America 2016 - 1º turno                                           | 1                                                                       |                                                                         |
| 23-6-2016                                                               | Chicago                                                                 | Colombia                                                                | 0 – 2                                                                   | Cile                                                                    | Coppa America 2016 - Semifinale                                         | -                                                                       |                                                                         |
| 26-6-2016                                                               | Phoenix                                                                 | Stati Uniti                                                             | 0 – 1                                                                   | Colombia                                                                | Coppa America 2016 - Finale 3º posto                                    | -                                                                       |                                                                         |
| 6-9-2016                                                                | Manaus                                                                  | Brasile                                                                 | 2 – 1                                                                   | Colombia                                                                | Qual. Mondiali 2018                                                     | -                                                                       | 82’                                                                     |
| Totale                                                                  |                                                                         | Presenze                                                                | 8                                                                       |                                                                         | Reti                                                                    | 1                                                                       |                                                                         |

## Palmarès

### Club

#### Competizioni nazionali
- Campionato colombiano: 1

Atlético Nacional: Apertura 2015
- Súper Liga: 1

Atlético Nacional: 2016

#### Competizioni internazionali
- Coppa Libertadores: 1

Atlético Nacional: 2016